# Nuclotron

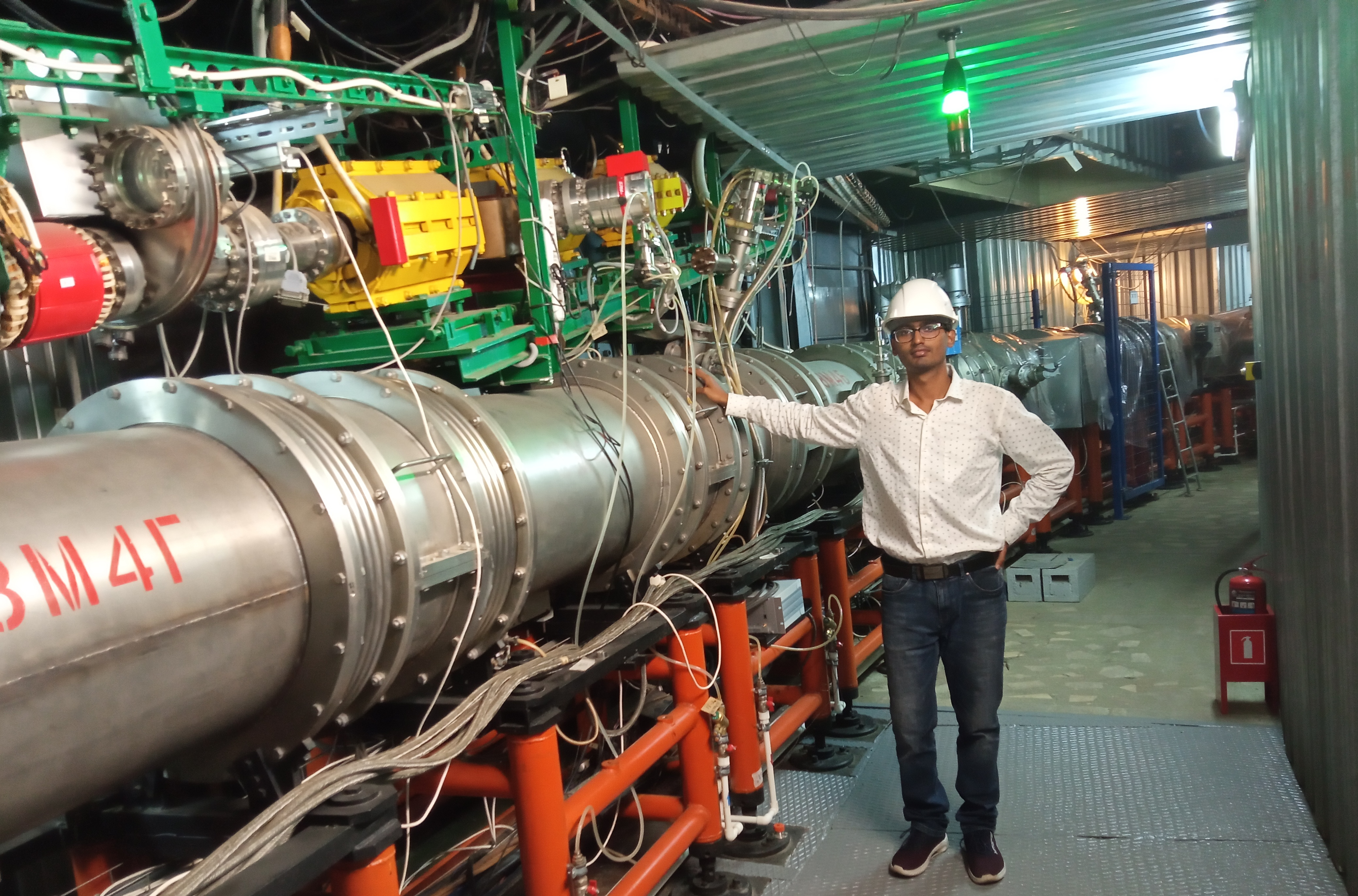
Nuclotron (2022)

Das Nuclotron ist ein supraleitender Synchrotron-Teilchenbeschleuniger mit 251,5 m Umfang am Vereinigten Institut für Kernforschung in Dubna (Russland).

## Geschichte
Im Jahr 1973 wurde ein erster Vorschlag zum Bau eines supraleitenden 20 GeV-Synchrotrons vorgetragen,
Ziel war der Ersatz des Synchrophasotrons.
In den folgenden Jahren wurden Versuche mit verschiedenen supraleitenden Magneten unternommen.
Aus Kostengründen wurden die Magnete für eine maximale Protonenenergie von nur 6 GeV ausgelegt.
Der Plan wurde im Dezember 1986 genehmigt.
Als Versuchsanlage für ein Synchrotron in der neuen Bauweise mit supraleitenden Magneten wurde ein 1,5-GeV-Synchrotron mit dem Namen "SPIN" errichtet.
Das Nuclotron wurde in den Jahren 1987 bis 1992 in einem Tunnel 3,7 m unterhalb des Synchrophasotrons errichtet.
Im März 1992 ging das Nuclotron erstmals in Betrieb, erste physikalische Experimente mit einem eingebauten Target wurden im Jahr 1994 durchgeführt.
Ein gemeinsamer Vorbeschleuniger versorgte das Synchrophasotron und das Nuclotron.
Im Jahr 1999 wurde das Nuclotron mit einer Strahl-Extraktionseinheit erweitert, sodass ab März 2000 Experimente außerhalb des Rings möglich wurden.
Zur Steigerung der Strahlintensität um den Faktor 10–15 laufen seit dem Jahr 1996 Planungen zum Bau eines Boosters.
Der Betrieb des Nuclotrons wird hauptsächlich durch finanzielle Engpässe eingeschränkt.

## Technik
Im Nuclotron sind Ionen der Ordnungszahlen 1 bis 36, also von Wasserstoff bis Krypton, beschleunigt worden. Die höchste Energie im internen Strahl betrug 4,2 GeV pro Nukleon, im ausgelenkten Strahl 2,2 GeV pro Nukleon. Der Querschnitt des Strahlrohrs beträgt 110 × 55 mm.
Die Elektromagnete des Nuclotrons besitzen Eisenkerne, die sich komplett innerhalb des Kryostaten befinden.
Die Spulen bestehen aus Niob-Titan-Leitungen. Bei der maximalen Flussdichte der Dipolmagnete von 2 Tesla fließt durch die in Serie geschalteten Magnete ein Strom von 6300 Ampere. Die Induktivität der Spulen und damit die in den Magneten gespeicherte Energie ist relativ gering, wodurch schnelle Magnetfeldänderungen von bis zu 4 T/s möglich sind. Die relativ geringe Feldstärke der Magnete erleichterte deren Herstellung.
Nur das Nuclotron selbst nutzt diese supraleitenden Magnete. Die Magnete an den Strahlführungen zu den Experimentierplätzen sind normalleitend und benötigen etwa die Hälfte des Energiebedarfs der Anlage. Daher gibt es Überlegungen, auch diese Magnete durch supraleitende Ausführungen zu ersetzen.
Zur Kühlung der Supraleiter wird ein Kühlsystem mit einem geschlossenen Helium-Kreislauf eingesetzt. Zusätzlich werden allerdings größere Mengen Flüssigstickstoff benötigt. Zu Beginn des Betriebs war ein kontinuierlicher Betrieb des Nuclotrons nur so lange möglich, wie die Vorräte an Flüssigstickstoff reichten; es wurden täglich zwischen 12 und 15 Tonnen an Flüssigstickstoff verbraucht. Erst nach einem Umbau der Helium-Kühlsysteme konnte der Verbrauch so gesenkt werden, dass die Flüssigstickstoff-Produktionskapazitäten des Instituts für einen Dauerbetrieb ausreichen. Die Abkühlung des Nuclotrons auf die zum Betrieb der supraleitenden Magnete nötige Temperatur von 4,5 Kelvin dauert etwa 100 Stunden.